# Sainte-Baume
La Sainte-Baume (en provençal:Massís de la Santa Bauma segons l'ortografia clàssica i La Santo Baumo segons l'ortografia mistraliana) és un massís muntanyós que s'estén entre els departaments de Bouches-du-Rhône i Var al sud de França. La seva cimera és de 1.147 metres d'alt.

## Tradició de Maria Magdalena
La tradició francesa de Sant Llàtzer de Betània és que Maria Magdalena, el seu germà Llàtzer, i Maximinus, un dels Setanta Deixebles i alguns companys, expulsats per persecucions a la Terra Sagrada, va travessar el Mediterrani en un fràgil vaixell sense ni timó ni pal i va arribar al lloc anomenat Les Santes Maries de la Mar prop d'Arle. Maria Magdalena va anar a Marsella i va convertir la totalitat de la Provença. La llegenda diu que Magdalena es va retirar a una cova en un turó de Marsella, La Sainte-Baume ("Cova Sagrada"), on es va donar a una vida de penitència durant trenta anys. La cova és actualment un lloc de pelegrinatge cristià.

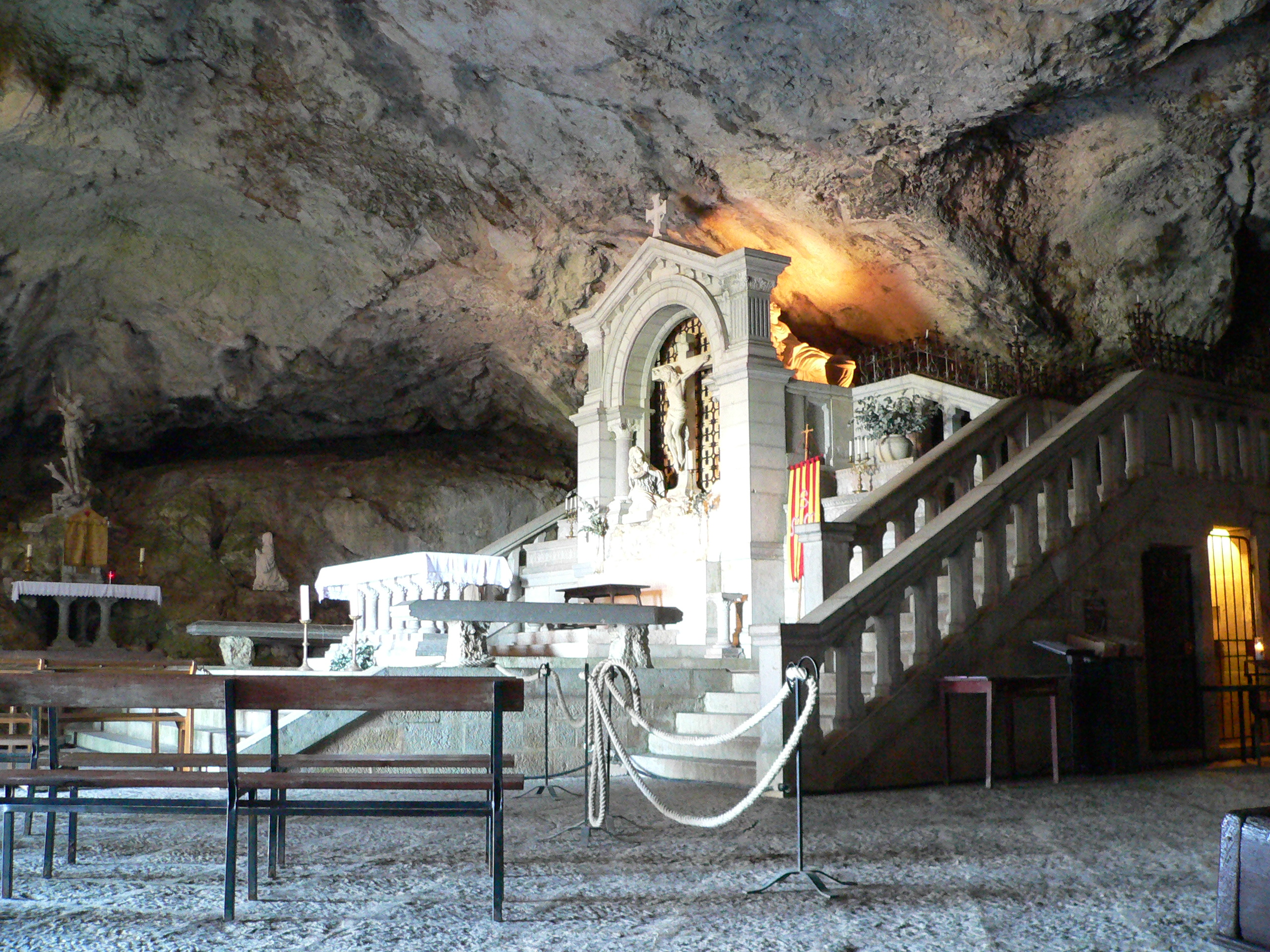
Dins la Cova